# Vrbje, Kostanjevica na Krki
Vrbje je naselje v Občini Kostanjevica na Krki.